# Veselin Vujović
|  | No s'ha de confondre amb Veselin Vuković. |

Veselin Vujović (en serbi: Веселин Вујовић, 19 de gener de 1961 a Cetinje, Iugoslàvia, ara Montenegro) fou un jugador i entrenador d'handbol montenegrí.
Fou un dels jugadors d'handbol més destacats del seu temps. Defensà els colors de la Metaloplastika Sabac, el FC Barcelona i el BM Granollers. Amb la selecció de Iugoslàvia guanyà dues medalles olímpiques i un campionat mundial.
Un cop es retirà es convertí en entrenador, dirigint el BM Ciudad Real, les seleccions de Iugoslàvia i Sèrbia i Montenegro i el club macedoni RK Vardar Sköpje.

## Palmarès

### Com a jugador
- Medalla d'or: Jocs Olímpics d'Estiu 1984
- Medalla d'or: Campionat del món d'handbol 1986
- Medalla de bronze: Jocs Olímpics d'Estiu 1988
- 3 Copa d'Europa d'handbol: 1984-85, 1985-86 i 1990-91
- 1 Copa EHF: 1994-95
- 7 Lligues de Iugoslàvia: 1980-81, 1981-82, 1982-83, 1983-84, 1984-85, 1985-86 i 1986-87
- 4 Lliga Asobal: 1988-89, 1989-90, 1990-91 i 1991-92
- 1 Copa del Rei: 1989-90
- Millor jugador del món de l'any 1988[3]

### Com a entrenador
- 1 Copa EHF: 2001-02
- Campionat del Món Juvenil 2004